# Cylindera germanica
Cylindera germanica es una especie de escarabajo del género Cylindera, tribu Cicindelini, familia Carabidae. Fue descrita científicamente por Linnaeus en 1758.
Se distribuye por Rusia, Reino Unido, Suiza, Austria, Francia, Alemania, Países Bajos, Ucrania, Italia, Grecia, Polonia, Checa, Hungría, Croacia, Kazajistán, Rumania, Bélgica, Estonia, Luxemburgo, Azerbaiyán, Serbia, Eslovaquia, Estados Unidos, Albania, Bosnia y Herzegovina, República Democrática del Congo, España, Georgia, Montenegro, Eslovenia, Turquía, Uzbekistán y Lichtenstein. La especie se mantiene activa durante todos los meses del año excepto en febrero y noviembre.